# Новицкая, Екатерина Георгиевна
Екатерина Георгиевна Новицкая (в замужестве Херви, род. 24 октября 1952) — советская и бельгийская пианистка. 
Дочь декана исторического факультета Московского государственного университета Георгия Андреевича Новицкого. 
Училась в Центральной музыкальной школе, затем в Московской консерватории, ученица Евгения Тимакина и Льва Оборина. В 1968 г. выиграла один из наиболее престижных пианистических конкурсов мира — Конкурс имени королевы Елизаветы в Брюсселе (организаторы разрешили ей участие в виде исключения, поскольку к конкурсу допускались исполнители в возрасте от 17 лет); Новицкая стала первой женщиной-лауреатом за 17-летнюю историю конкурса.
В 1978 г. Новицкая вышла замуж за бельгийского пианиста Франсуа-Эммануэля Херви, отношения с которым завязались у неё десятью годами раньше во время брюссельского конкурса. Мать пятерых детей. Живёт в Монсе, продолжает интенсивно гастролировать. В 1985 г. состоялся дебют Новицкой в Нью-Йорке. В 1996 году первые после эмиграции российские гастроли Новицкой в России организовал Мстислав Ростропович. Она выступала в Москве на сцене Большого зала Московской консерватории с произведениями Моцарта, Шопена и Дебюсси. Её выступление в России продолжилось в Санкт-Петербурге и в Нижнем Новгороде.
Среди записей Новицкой выделяются интерпретации Сергея Прокофьева, которому был посвящён её авторский диск в цикле фирмы «Мелодия» «Шедевры классической музыки».